# Berg en Dal (plaats)

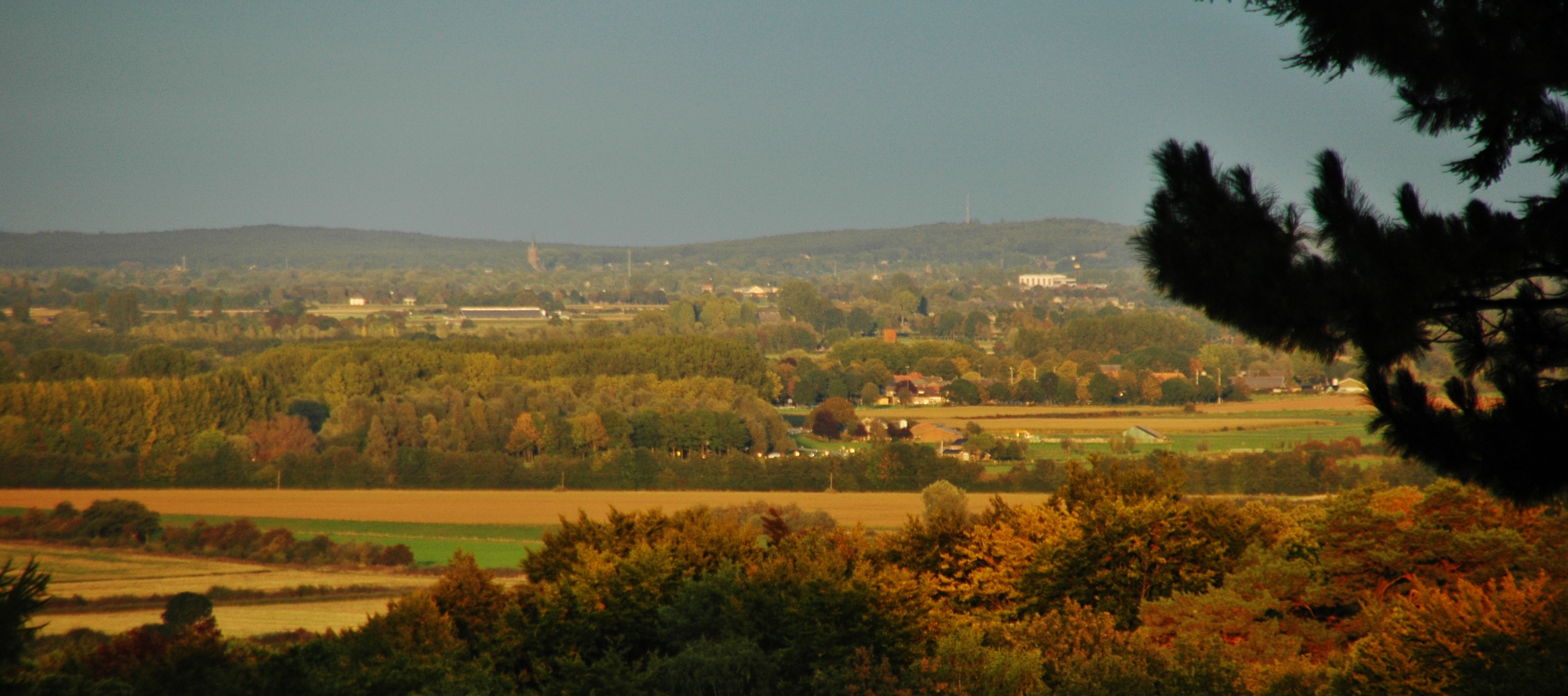
Omgeving van Berg en Dal, foto genomen vanaf Hotel Val Monte.

Berg en Dal is een dorp in de Nederlandse gemeente Berg en Dal, nabij Nijmegen in de provincie Gelderland. Op 1 januari 2023 telde Berg en Dal en het buitengebied 2.440 inwoners. De dorpskernen van Berg en Dal rondom de Oude Kleefsebaan liggen tussen de 80 en 90 meter boven NAP.

## Geschiedenis
In de Romeinse tijd werd de sprengen in de omgeving van Berg en Dal benut voor de aanleg van het Romeinse aquaduct om de legioenplaats op de Hunnerberg van water te voorzien.
Berg en Dal kwam in trek bij toeristen in de tweede helft van de 19e eeuw. In 1869 werd het bekende hotel Groot Berg en Dal gebouwd naar een ontwerp van architect Cornelis Outshoorn. Het hotel werd gesloopt in 1971; er staat nu een gelijknamig appartementencomplex. Het dorp werd aangesloten op de Nijmeegse stoomtram in 1891. In Berg en Dal en omgeving werden in deze tijd veel villa's gebouwd, waaronder huis Stollenberg (hiervan rest slechts het koetshuis), Huys te Schengen en Villa de Wychert (1907). Enkele ervan zijn opgetrokken in chaletstijl. In sommige villa's vestigden zich kloostergemeenschappen, bijvoorbeeld in Huyse de Uleput (montfortanen), Huis Herwarden (broeders van barmhartigheid van Sint-Joannes de Deo), De Kitselenberg (Dochters der Wijsheid). In 1928 stichtten een Franse zustercongregatie het klooster Koningsgaard, dat sinds 1996 bewoond wordt door dominicanenbroeders.
Berg en Dal kreeg in 1927 een hulpkerk, die in 1947 parochiekerk werd. In 1966 werd een nieuw kerkgebouw opgetrokken naar ontwerp van architect Jan Strik.
Tot en met 31 december 2014 was het dorp Berg en Dal verdeeld over de gemeenten Groesbeek en Ubbergen. Op 1 januari 2015 gingen de twee dorpsdelen op in de fusiegemeente Groesbeek, die vanaf januari 2016 Berg en Dal heet.

## Geologie
Berg en Dal maakt deel uit van de Nederrijnse Heuvelrug, een grensoverschrijdende stuwwal, die is ontstaan in de voorlaatste IJstijd (het Saale-glaciaal), door opstuwingen van uit het noordoosten komende gletsjers en gletsjertongen.

## Bezienswaardigheden
- Park Tivoli is een amusementspark, gericht op families met kleine kinderen. Het is ontstaan uit een speeltuin bij Hotel Nederland.
- Romeins aquaduct bij Berg en Dal.
- Chalet Stollenberg, Wijnhuis van de wereldtentoonstelling Neurenberg.

## Evenementen
- De Zevenheuvelenloop is een belangrijke internationale hardloopwedstrijd die elk jaar door Berg en Dal komt.
- Tweede etappe van de Ronde van Italië 2016 (van Arnhem naar Nijmegen).
- Nijmeegse Vierdaagse:  de derde dag is de marsroute heuvelachtig met als toppunt de beruchte Zevenheuvelenweg. De route loopt deze dag ten zuiden van Nijmegen aan de oostzijde van de Maas. Via Mook en Milsbeek wordt de klim ingezet naar Groesbeek. De 50 kilometerlopers en de militairen maken bij Milsbeek een extra lus waarbij eerstgenoemden ook Gennep en Ottersum aan doen. Van Groesbeek gaat de route via de Zevenheuvelenweg naar Berg en Dal en vandaar terug naar Nijmegen. Halverwege de Zevenheuvelenweg stoppen de 'mannen in uniform' bij de Canadese militaire begraafplaats om een eerbetoon te brengen aan de gesneuvelde militairen in de Tweede Wereldoorlog

## Sport en recreactie
Berg en Dal heeft haar eigen tennisvereniging. TV Berg en Dal is opgericht in 1978 en beschikt over vier tennisbanen, twee met gravelondergrond en twee met smashcourt als ondergrond.
De populaire Natuurwandelroute N70 loopt door Berg en Dal.

## Geboren in Berg en Dal
- Pater Poels (1929-2023), welzijnswerker
- Diana Dobbelman (1939), actrice
- Eugène Terwindt (1941), kunstenaar

## Overleden in Berg en Dal
- Ad Manning (1929-1991), historicus
- André Laurier (1944-2004), pater
- Jan Piket (1925-2020), hoogleraar fysische geografie en cartografie
- Piet Buijnsters (1933-2022), hoogleraar

## Afbeeldingen

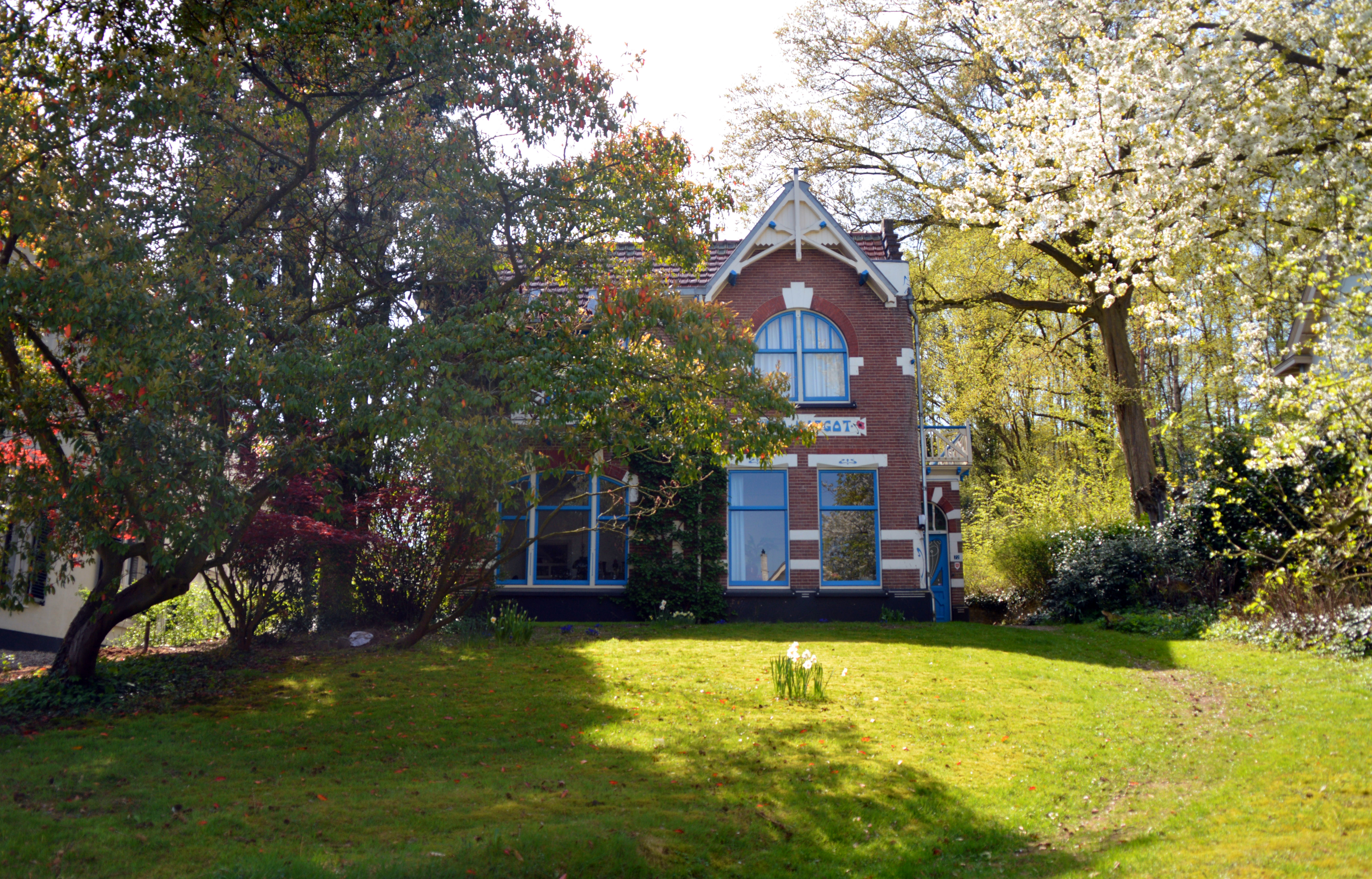
Villa Margot (1901)
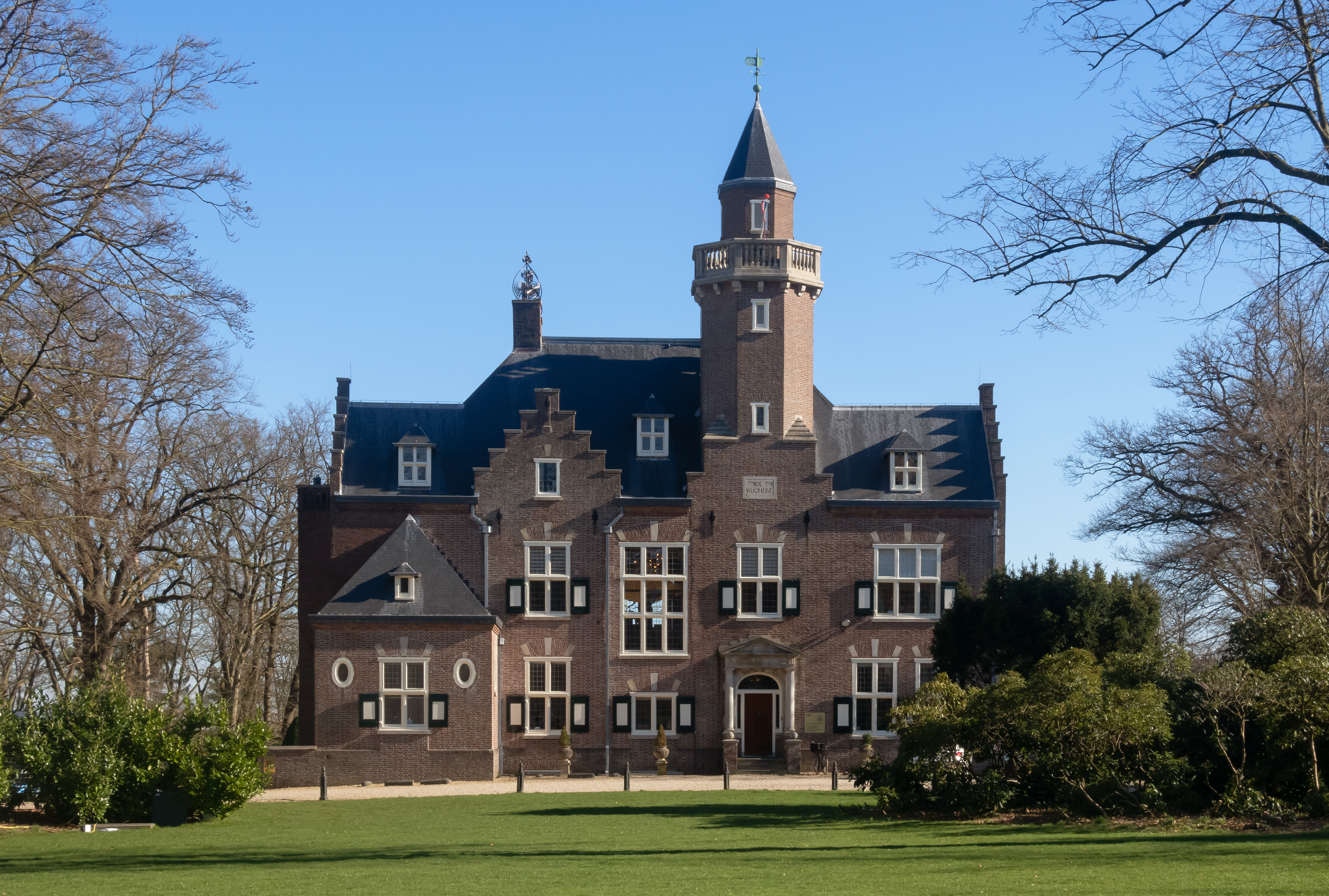
Landgoed de Wychert (1907)
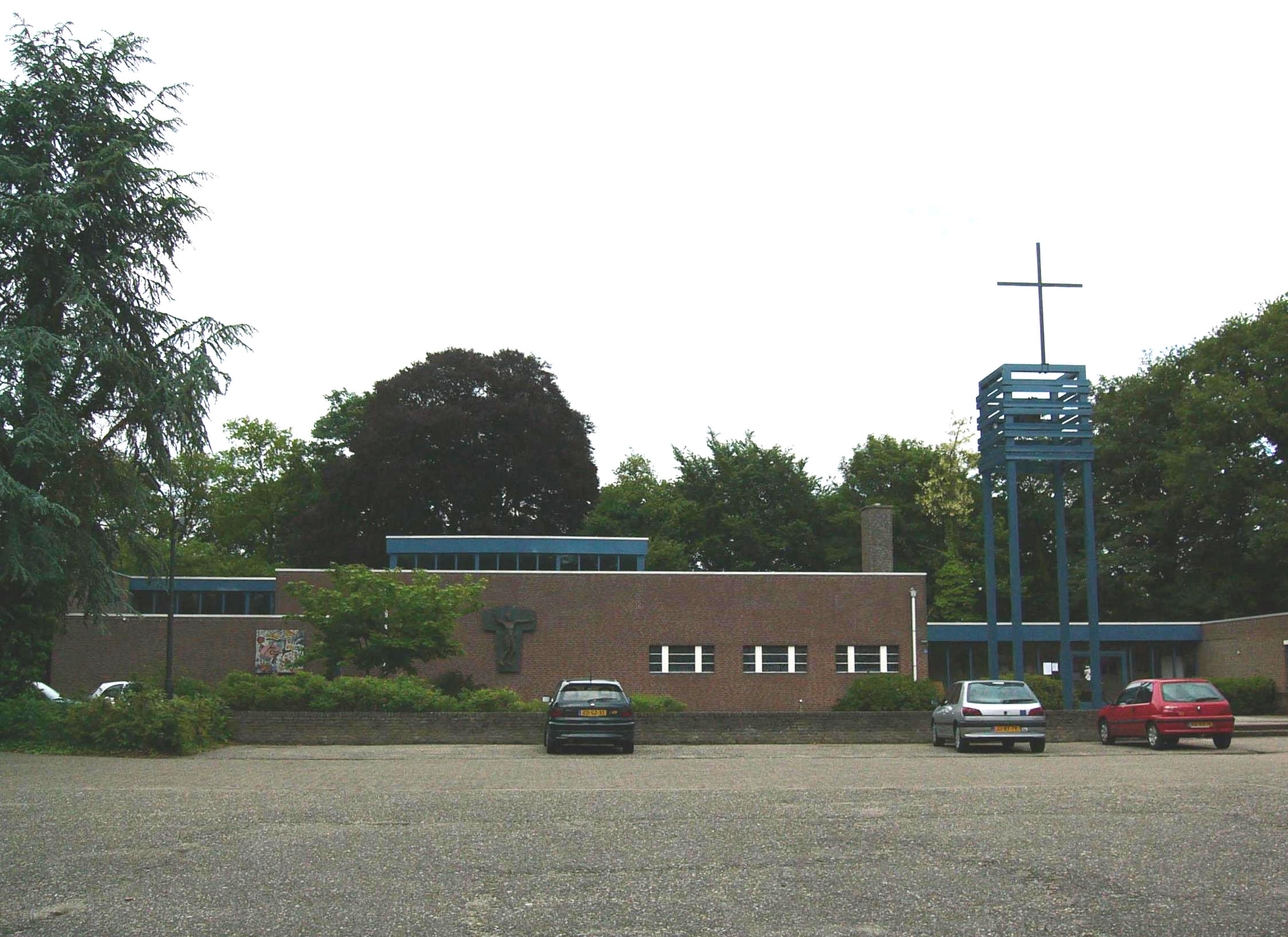
R.K. Kerk
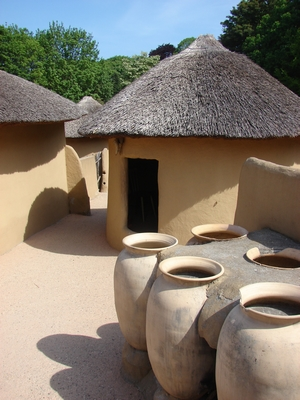
Voormalig Afrika Museum in Berg en Dal
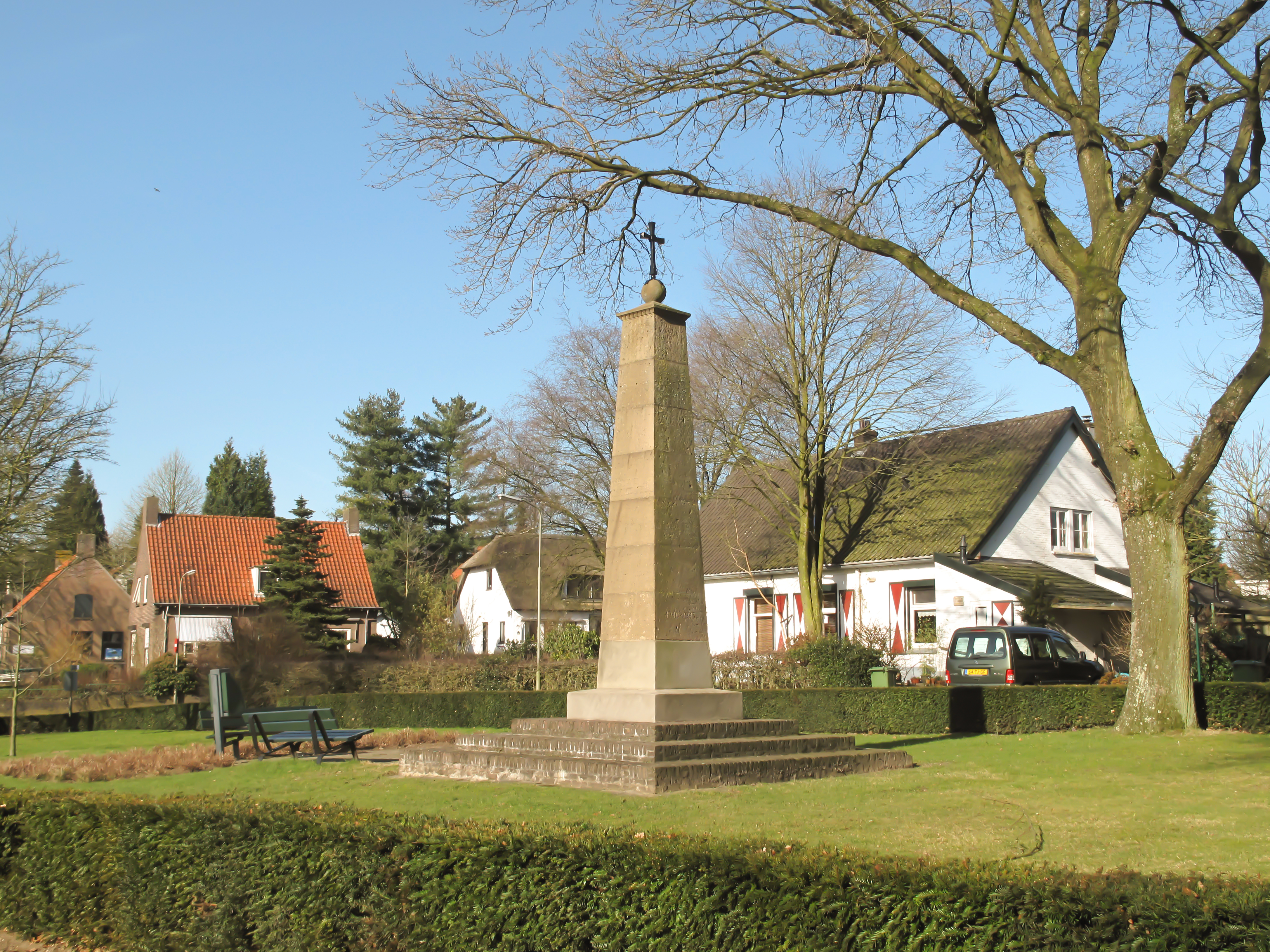
Oorlogsmonument
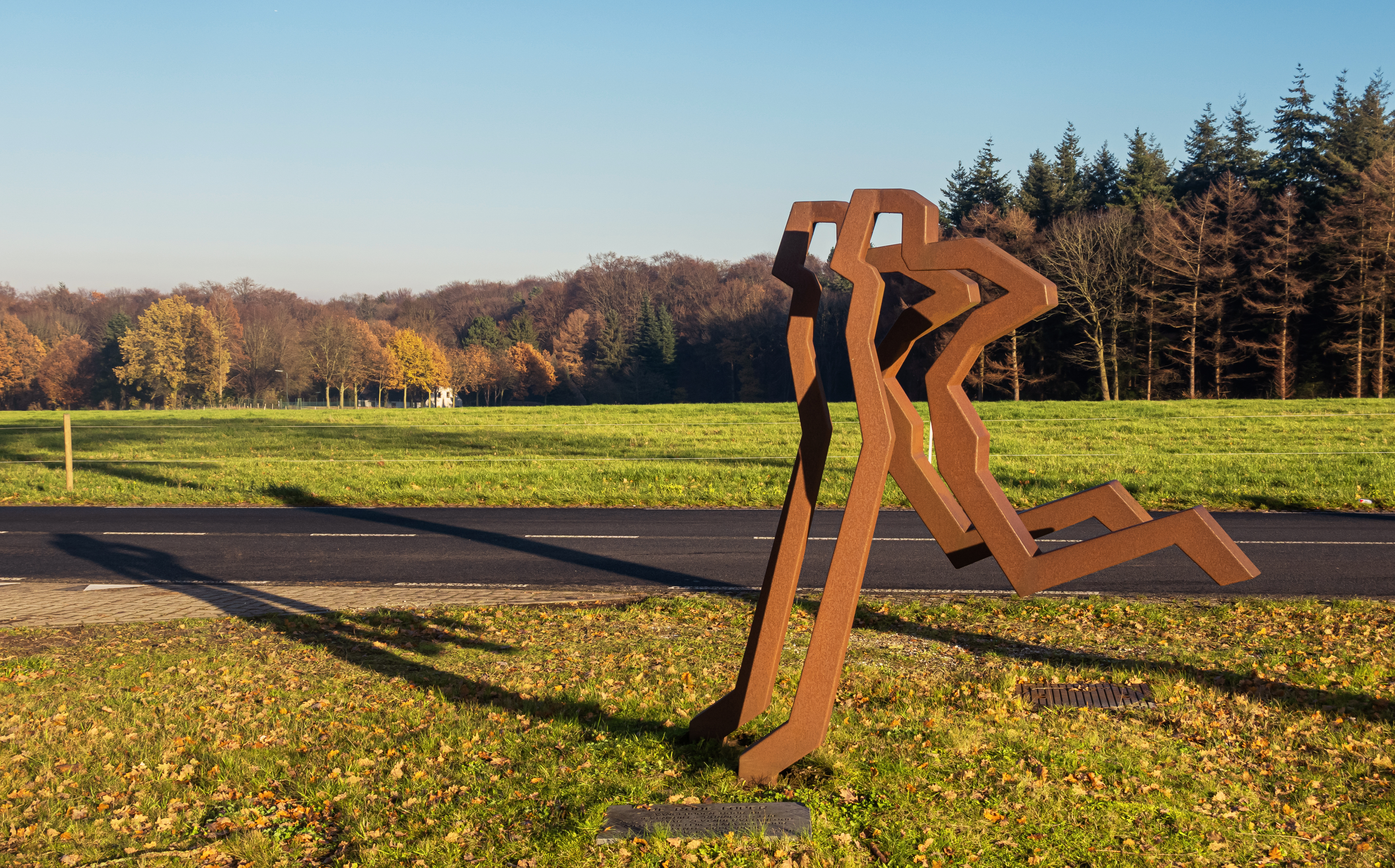
Sculptuur de Rode Loper